# Patrick d'Udekem d'Acoz
Patrick Paul François Marie Ghislain, Conde d'Udekem d'Acoz (28 de abril de 1936 - 25 de setembro de 2008) foi um nobre belga e pai da rainha Matilde da Bélgica, a esposa do rei Filipe da Bélgica.
Ele era um filho de Charles Joseph Marie Ghislain, Barão d'Udekem d'Acoz (8 de março de 1885 - 7 de dezembro de 1968), e sua segunda esposa Suzanne Marie Josephe Désirée Ghislaine van Outryve d'Ydewalle (22 de junho 1898 - 6 de abril de 1983). Mediante o casamento de sua filha, a princesa Matilde, ele foi criado Conde d'Udekem d'Acozem em 4 de dezembro de 1999.
Patrick casou com a condessa  Anna Maria Komorowska (n. 23 de setembro 1946), civilmente em Forville em 1 de setembro de 1971 e religiosamente em Hannut em 11 de setembro de 1971. Ela era filha do conde Leon Michal Komorowski (14 de agosto 1907-1992) e sua esposa a princesa Zofia Sapieżanka (10 de outubro de 1919 - 14 de agosto de 1997). O casal teve cinco filhos:
- Matilde da Bélgica (20 de janeiro de 1973) - casou com Filipe da Bélgica em 4 de dezembro de 1999. Eles têm quatro filhos:
  - Isabel, Duquesa de Brabante (n. 2001)
  - Gabriel da Bélgica (n. 2003)
  - Emanuel da Bélgica (n. 2005)
  - Leonor da Bélgica (n. 2008)
- Marie-Alix Suzanne Ghislaine d'Udekem d'Acoz (5 de setembro de 1974-14 de agosto de 1997) morreu em um acidente de carro junto com sua avó, condessa Sophia Komorowska.
- Elisabeth Maria Hedwige Ghislaine d'Udekem d'Acoz (7 de janeiro de 1977) - casou com o Marquês Alfonso Pallavicini em 22 de Julho de 2006. Eles têm 2 filhos:
  - Olympia Edoarda Matilde Pallavicini (n. 2008)
  - Adalberto Domenico Carlo Patrizio Maria Pallavicini (n. 2009)
- Hélène Marie Michele Ghislaine d'Udekem d'Acoz (22 de setembro de 1979) - casou com o barão Nicolas Janssen em 11 de junho de 2011. Eles têm três filhos:
  - Cordélia Janssen (b. 2012)
  - Alistair Janssen (b. 2013)
  - Sophie Janssen (b. 2016)
- Charles-Henri Marie Ghislain d'Udekem d'Acoz (14 de maio de 1985).

Patrick d'Udekem d'Acoz morreu em 25 de setembro de 2008, em um centro neurológico em Ottignies-Louvain-la-Neuve, Bélgica, com 72 anos de idade.